# Вільна енергія Ґіббза
Ві́льна ене́ргія Ґі́ббза (або просто ене́ргія Ґіббза, або потенціа́л Ґіббза, або термодинамі́чний потенціа́л у вузькому значенні) — це термодинамічний потенціал такого вигляду:
{\displaystyle \,\!G=U+PV-TS,}
Енергію Ґіббза можна розуміти як повну хімічну енергію системи (кристала, рідини тощо)
Поняття енергії Ґіббза широко використовується в термодинаміці та хімії.

## Визначення
Класичним визначенням енергії Ґіббза є вираз
{\displaystyle \,\!G=U+PV-TS,}
де {\displaystyle U} — внутрішня енергія, {\displaystyle P} — тиск, {\displaystyle V} — об'єм, {\displaystyle T} — абсолютна температура, {\displaystyle S} — ентропія.
Диференціал енергії Ґіббза для системи з постійним числом частинок, виражений у власних змінних — через тиск p і температуру T:
{\displaystyle \,\!dG=-S\,dT+V\,dP.}
Для системи із змінним числом частинок цей диференціал записується так:
{\displaystyle \,\!dG=-S\,dT+V\,dP+\mu \,dN.}
Тут {\displaystyle \mu } — хімічний потенціал, який можна визначити як енергію, яку необхідно затратити, щоб додати в систему ще одну частку.

## Історична довідка
Енергія Ґіббза названа на честь одного із засновників термодинаміки, Джозая Вілларда Ґіббза.

## Застосування у хімії

### Зв'язок з хімічним потенціалом
Використовуючи властивості екстенсивності термодинамічних потенціалів, математичним наслідком яких є співвідношення Ґіббза — Дюгема, можна показати, що хімічний потенціал є відношенням енергії Ґіббза до числа частинок в системі:
{\displaystyle \,\!\mu ={\frac {G}{N}}.}
Якщо система складається з частинок декількох сортів {\displaystyle i} з числом {\displaystyle N_{i}} частинок кожного сорту, то співвідношення Ґіббза — Дюгема приводять до виразу
{\displaystyle G(p,T,N_{1}\dots )=\mu _{1}N_{1}+\mu _{2}N_{2}+\dots }
Хімічний потенціал застосовується при аналізі систем зі змінним числом частинок, а також при вивченні фазових переходів. Так, виходячи з співвідношень Ґіббза — Дюгема і з умов рівності хімічних потенціалів {\displaystyle \mu _{1}=\mu _{2}}, що знаходяться в рівновазі один з одним, можна одержати рівняння Клапейрона-Клаузіуса, що визначає лінію співіснування двох фаз в координатах {\displaystyle (p,T)} за термодинамічні параметри (питомі об'єми) фаз і теплоту переходу між фазами

### Енергія Ґіббза і напрям ходу реакції
У хімічних процесах одночасно діють два протилежні фактори —  ентропійний ({\displaystyle T\Delta S}) і  ентальпійний ({\displaystyle \Delta H}). Сумарний ефект цих протилежних факторів у процесах, що перебігають при постійному тиску і температурі, визначає зміна енергії Ґіббза ({\displaystyle G}):
{\displaystyle \,\!\Delta G=\Delta H-T\Delta S.}
З цього виразу випливає, що {\displaystyle ~\Delta H=\Delta G+T\Delta S}, тобто деяка кількість теплоти витрачається на збільшенні ентропії ({\displaystyle T\Delta S}), ця частина енергії втрачена для здійснення корисної роботи, її часто називають зв'язаною енергією. Інша частина теплоти ({\displaystyle \Delta G}) може бути використана для здійснення роботи, тому енергію Ґіббза часто називають також вільною енергією.
Характер зміни енергії Ґіббза дозволяє судити про принципову можливість здійснення процесу. При {\displaystyle \Delta G<0} процес може перебігати самовільно, при {\displaystyle \Delta G>0} процес самовільно перебігати не може, але може під дією зовнішніх сил (іншими словами, якщо енергія Ґіббза в початковому стані системи більше, ніж в кінцевому, то процес принципово може перебігати самовільно, якщо навпаки — то не може). Якщо {\displaystyle \Delta G=0}, то система перебуває в стані хімічної рівноваги.
Зверніть увагу, що мова йде виключно про принципову можливість перебігу реакції. У реальних же умовах реакція може не початися і при дотриманні нерівності {\displaystyle \Delta G<0} (за кінетичними причинами). Так, приміром, гримучий газ може існувати без зовнішнього втручання довільно довго, але при ініціюванні реакції вона перебігає самовільно і супроводжується виділенням великої кількості енергії.
Існує корисне співвідношення, що зв'язує зміну вільної енергії Ґіббза {\displaystyle ~\Delta G} у ході хімічної реакції з її константою рівноваги {\displaystyle ~K}:
{\displaystyle ~\Delta G=-RT\cdot \ln K.}
Взагалі кажучи, будь-яка реакція може бути розглянута як оборотна (навіть якщо на практиці вона такою не є). При цьому константа рівноваги визначається як
{\displaystyle ~K={\frac {k_{1}}{k_{-1}}},}
де {\displaystyle ~k_{1}} — константа швидкості прямої реакції, {\displaystyle ~k_{-1}} — константа швидкості зворотної реакції.

### Діаграма енергії Ґіббза
англ. Gibbs energy diagram
Діаграма, що показує відношення між стандартними енергіями
реактантів, перехідних станів, реакційних інтермедіатів та
продуктів у тій послідовності, як вони виникають у хімічній
реакції. Ці точки часто з'єднують гладкою кривою (її називають профілем енергії Ґіббза), але експериментально можуть бути встановлені лише значення в точках екстремумів — максимумах та мінімумах, а не в проміжках між ними. По
абсцисі відображено лише послідовність — реактанти, інтермедіати, продукти. Найвища точка на такій діаграмі не
обов'язково відповідає перехідному станові швидкість лімітуючого етапу.

## Ґіббзова енергія відштовхування
Величина (Gr), що визначається за рівнянням: Gr = [ ∫Fdl]T, p,
де F — сила, l — віддаль, інтеграл береться від віддалі l до
незкінченності.